# Muschwitz
Muschwitz là một đô thị thuộc huyện Burgenland, bang Sachsen-Anhalt, Đức. Đô thị Muschwitz có diện tích 12,23 km², dân số thời điểm ngày 31 tháng 12 năm 2006 là 1135 người.